# Maksim Sinenko
Maksim Denísovich Sinenko (en ruso: Максим Денисович Синенко, en ucraniano: Максим Денисович Синенко, romanizado: Maksym Denysovych Synenko; Novovladimirovka, Imperio ruso, 27 de abril de 1902 – Moscú, Unión Soviética, 10 de febrero de 1991) fue un oficial militar soviético que participó en la Segunda Guerra Mundial en las filas del Ejército Rojo.

## Biografía

### Infancia y juventud
Maksim Sinenko nació el 27 de abril de 1902 en el seno de una familia ucraniana de clase trabajadora, en la pequeña localidad rural de Novovladimirovka —en esa época situada en el Uyezd de Dnipró en la gobernación de Táurida, Imperio ruso, actualmente ubicada en el óblast de Dnipropetrovsk en Ucrania—.
Fue reclutado en el Ejército Rojo el 20 de junio de 1924 bajo la dirección del Comité Central del Partido Comunista de la RSS de Ucrania y se convirtió en politruk de una compañía del 297.º Regimiento de Fusileros de la 99.ª División de Fusileros del Distrito Militar de Ucrania. En noviembre de ese mismo año fue elegido secretario de la oficina del partido del regimiento y en octubre de 1925 fue nombrado instructor para el trabajo de organización del partido en el departamento político de la división. Fue transferido a la 100.ª División de Fusileros en diciembre de 1926, donde se desempeñó como comisario del 298.º Regimiento de Fusileros y luego del 100.º Regimiento de Artillería desde noviembre de 1927.
En mayo de 1931 ingresó en la Academia Militar de Mecanización y Motorización del Ejército Rojo y, tras su graduación en diciembre de 1936, fue nombrado comandante de un batallón de tanques de la 19.ª Brigada Mecanizada del Distrito Militar de Leningrado. A partir de noviembre de 1937, estudió en la Academia Militar del Estado Mayor y, tras su graduación en junio de 1939, fue nombrado jefe del Estado mayor de la 6.ª Brigada de Tanques (más tarde renombrada como la 20.ª Brigada de Tanques). En este puesto luchó en la Guerra de Invierno. Posteriormente estuvo al mando de la 17.ª Brigada Independiente de Tanques Ligeros del Distrito Militar Transcaucásico desde abril de 1940 y continuó al mando cuando la brigada se amplió hasta el nivel de división y pasó a llamarse 54.ª División de Tanques del 28.º Cuerpo Mecanizado en abril de 1941.

### Segunda Guerra Mundial
Después del inicio de la invasión alemana de la Unión Soviética, en junio de 1941, la 54.ª División de Tanques cubría la frontera soviética en la región de Transcáucasia. A finales de julio y principios de agosto, se utilizó el 28.º Cuerpo Mecanizado para formar el 47.º Ejército. El coronel Sinenko dirigió la división en la invasión anglosoviética de Irán en agosto. En octubre fue nombrado comandante de la 55.ª Brigada de Tanques, que se unió al Frente Transcaucásico. Desde enero de 1942, la brigada libró feroces combates en la batalla de la península de Kerch. Entre mayo y septiembre, se desempeñó como subcomandate de la Dirección Auto-Blindada para el empleo en combate de las Fuerzas de Tanques del Frente del Cáucaso Norte. Durante este período, fue simultáneamente representante del Frente del Cáucaso Norte en Stalingrado por directiva del Estado Mayor del Ejército Rojo.
En octubre de 1942, fue nombrado comandante del 3.er Cuerpo de Tanques en la Reserva del Alto Mando Supremo. Fue ascendido a mayor general de las fuerzas de tanques el 10 de noviembre. El cuerpo fue enviado al Frente Sudoeste en enero de 1943 para luchar en la Operación Galope, durante la cual capturó Kramatorsk y Druzhkivka. A mediados de 1943, el cuerpo luchó en la batalla de Kursk como parte del 2.º Ejército de Tanques. A partir de octubre, se desempeñó como jefe de la Dirección de Entrenamiento de Combate y desde abril de 1944 fue primer subcomandante de la Dirección Principal de Formación y Entrenamiento de Combate de las Fuerzas Blindadas y Mecanizadas del Ejército Rojo. En septiembre de 1944 fue nombrado primer subcomandante en jefe del 5.º Ejército de Tanques de la Guardia. En octubre, durante la batalla de Memel, se convirtió en comandante interino del 3.er Cuerpo de Tanques de la Guardia cuando el comandante del cuerpo, el teniente general Alekséi Panfilov, fue hospitalizado debido a una enfermedad. Bajo su mando, el cuerpo cruzó el río Minija y se abrió camino hasta Memel. Se le atribuyó la «hábil organización» del rechazo de los contraataques de los tanques alemanes mientras el cuerpo mantenía su línea antes de que las unidades de infantería pudieran alcanzar su avance. Sinenko regresó a sus funciones como primer subcomandante del ejército el 16 de octubre de 1944 después de que Panfilov se recuperara.
El 16 de marzo de 1945, asumió el mando del 5.º Ejército de Tanques de la Guardia al mando del cual luchó en la ofensiva de Prusia Oriental como parte del Segundo Frente Bielorruso y el Tercer Frente Bielorruso. Sus unidades entraron en combate en el sector de las líneas alemanas que el 48.º Ejército había roto el 17 de enero de 1945 y al final del día habían alcanzado las fortificaciones de Mława. En la mañana del 19 de enero, el ejército había derrotado a la guarnición de este último enclave y, desarrollando el avance sobre Elbing, llegó a la Laguna del Vístula el 25 de enero, cortando en el proceso las comunicaciones del Grupo de Ejércitos Centro. A finales de enero y principios de febrero, el ejército rechazó los insistentes contraataques alemanes que intentaban hacer retroceder a las tropas soviéticas de la costa y restablecer las comunicaciones terrestres con el resto de Alemania. Desde marzo de 1945 hasta el final de la guerra, Sinenko estuvo al mando del 5.º Ejército de Tanques de la Guardia. A principios de abril, junto con el 98.º Cuerpo de Fusileros y la 1.ª Brigada de Tanques Polaca, el ejército luchó en feroces combates para eliminar a las fuerzas alemanas cercadas en el cordón del Vístula donde permaneció hasta el final de la guerra.

### Posguerra
Después del final de la guerra, fue ascendido a teniente general de las fuerzas de tanques el 11 de julio de 1945, llegó a ser comandante de la Escuela de Tanques de Ulyanovsk en enero de 1946, y desde julio de 1948 fue inspector general de las Fuerzas Armadas y Mecanizadas de la Inspección Principal de las Fuerzas Armadas de la URSS antes de jubilarse en agosto de 1952. Vivió en Moscú, donde murió el 10 de febrero de 1991.

## Promociones
- Mayor general de Tropas de Tanques (10 de noviembre de 1942)
- Teniente general de Tropas de Tanques (11 de julio de 1945)[4]

## Condecoraciones
A lo largo de su carrera militar, Maksim Sinenko recibió las siguientes condecoraciones:
Unión Soviética
|  | Orden de Lenin (15 de noviembre de 1950)                                                                                        |
|  | Orden de la Bandera Roja, cuatro veces (21 de marzo de 1940, 17 de abril de 1943, 29 de junio de 1944 y 3 de noviembre de 1944) |
|  | Orden de Kutúzov de 1.er grado (10 de abril de 1945)                                                                            |
|  | Orden de Kutúzov de 2.do grado (27 de agosto de 1943)                                                                           |
|  | Orden de la Guerra Patria de 1.er grado (11 de marzo de 1985)                                                                   |
|  | Medalla por la Defensa de Stalingrado (1944)                                                                                    |
|  | Medalla por la Defensa de Sebastopol (1942)                                                                                     |
|  | Medalla por la Defensa del Cáucaso (1944)                                                                                       |
|  | Medalla por la Victoria sobre Alemania en la Gran Guerra Patria 1941-1945 (1945)                                                |
|  | Medalla por la Conquista de Königsberg (1945)                                                                                   |
|  | Medalla de Veterano de las Fuerzas Armadas de la URSS (1976)                                                                    |

República Popular de Polonia
|  | Orden de la Cruz de Grunwald de 3.er grado |
|  | Medalla por el Oder, Neisse y el Báltico   |

## Promociones
- Mayor general de Tropas de Tanques (10 de noviembre de 1942)
- Teniente general de Tropas de Tanques (11 de julio de 1945).[4]